# Bridget Cromwell
Bridget Cromwell (1624 - 1662) fue la hija mayor de Oliver Cromwell. Casó con el general Henry Ireton, y luego de su muerte, con el general Charles Fleetwood.

## Vida
Nació en 1624, hija de Oliver Cromwell y su esposa Elizabeth Bouchier. En 1646 Bridget contrajo matrimonio con el general Henry Ireton, un cercano colega de su padre. Hay un portarretrato de ella pintado por Cornelius Johnson, que actualmente se encuentra en Chequers Court.
En 1651 ella se dirigió a Irlanda, donde su marido defendía la causa Parlamentaria, aunque no permaneció mucho tiempo. Regresó a Inglaterra y allí se enteró de la muerte de su marido a fines de noviembre de 1651 en Limerick.
En 1652 volvió a casarse con otro amigo de su padre, el general Charles Fleetwood, quien como su primer marido, fue enviado a Irlanda a liderar un ejército. Esta vez Bridget permaneció en Irlanda por más tiempo, entre 1652 y 1655. Después de la Restauración inglesa de 1660, ella vivió en Londres. En enero de 1661 tuvo que soportar la exhumación del cuerpo de su primer marido, el cual fue colgado como venganza por la participación de Henry en la ejecución del rey Carlos I.
Bridget falleció en junio de 1662. Tenía en ese momento tres hijos con Fleetwood y otros cuatro restantes de Ireton. Fue enterrada en la iglesia de St Anne en Blackfriars, Londres. Una de sus hijas fue Bridget Bendish.